# Ardisia eugenioides
Ardisia eugenioides é uma espécie de planta da família Myrsinaceae. É endêmica do Panamá. Está ameaçada por perda de habitat.